# Gordon Lett
(Corriere della Sera, 7 maggio 1958)
Ernest Gordon Appleford Lett, meglio noto come Gordon Lett (Port Moresby, 1910 – Londra, 4 novembre 1989), è stato un ufficiale britannico.
Ha contribuito alla Resistenza Italiana fondando e comandando il Battaglione Internazionale, formazione militare operativa in Lunigiana e nei territori occupati a ridosso della Linea Gotica occidentale, meglio noti come IV Zona operativa.

## Biografia
Il padre, Lewis, ha in Australia una certa notorietà come scrittore, mentre la madre, un'australiana di origini scozzesi, Florence Everett, è pianista e giornalista.
La sua educazione avviene in Australia, Inghilterra, all'Università per Stranieri a Digione, approdando poi alla carriera militare.

### La carriera militare
Nominato nel 1931 sottotenente di Fanteria con brevetto di paracadutista, viene assegnato all'East Surrey Regiment in India. Viene trasferito in Sudan. All'inizio della seconda guerra mondiale viene inviato in Africa del Nord e, con il grado di maggiore, è comandante di un battaglione. Nel giugno 1942 venne catturato dalle forze dell'Asse a Tobruk e condotto in Italia come prigioniero di guerra, al campo di prigionia di Veano, in provincia di Piacenza. 
L'8 settembre 1943 il comandante del campo di Veano fa aprire le porte, rendendo possibile a chi è prigioniero di fuggire: così Gordon Lett, con altri due compagni, riesce ad avviarsi verso la Riviera, per trovare un passaggio che lo traghetti in Corsica, arrivando quindi dagli Alleati. Tale direzione è in un certo senso obbligata dalle disposizioni militari che ordinano ai soldati di ricongiungersi al più presto possibile con le truppe di appartenenza. Tuttavia Gordon Lett, giunto nella zona di Rossano, una località negli appennini tosco-liguri nel comune di Zeri, probabilmente perché svanisce ogni speranza di arrivare rapidamente dagli Alleati e perché gli sembra di essere in questo modo più utile, decide di fermarsi lì: in tal caso egli applica un ulteriore comma del Regolamento, secondo il quale si può derogare dalle disposizioni sopra descritte, purché ciò sia più consigliabile.
Dopo un incontro con un rappresentante del Comitato di Liberazione di Genova, che suggerì la creazione di una brigata internazionale di appoggio alla Resistenza.

### Il battaglione Internazionale
Il Battaglione Internazionale venne formato a Rossano di Zeri e in breve crebbe, accentuando il suo carattere cosmopolita con l'aggregazione di due jugoslavi, un somalo e un peruviano, scappati da una nave nel Porto della Spezia. Nuove truppe, formate da soldati ed ex-prigionieri, si unirono in seguito al Battaglione, che veniva chiamato "gruppo del maggiore inglese", e l'arrivo di due apparecchi radiofonici consentì di stabilire un ponte radio diretto col Comando alleato.
La popolarità di Lett aumentò progressivamente e, malgrado la taglia di 5 000 lire per la cattura di un soldato alleato, nessuno lo tradì. Il suo carisma ne fece un'autorità riconosciuta da tutta la popolazione della valle, tanto da essere chiamato a risolvere le dispute private.
Nel suo libro Rossano, an adventure of the Italian Resistance, il maggiore Lett ricorda di essere stato interpellato direttamente dal vescovo di Pontremoli affinché si facesse tramite col comando alleato ed evitasse il bombardamento della città e di aver risposto che la sua intercessione avrebbe avuto maggiore effetto se accompagnata da informazioni esaustive sulla presenza delle forze naziste nell'area. Il vescovo si disse impossibilitato a fornire questi dati ma a breve Lett ricevette una lista con la precisa dislocazione delle truppe tedesche, casualmente ritrovata sotto un albero, che consentì di risparmiare ai paesi del pontremolese gran parte dei bombardamenti.
Nella sua attività militare è significativa la collaborazione con alcune formazioni partigiane locali e con alcuni comandanti partigiani, tra i tanti quella con Daniele Bucchioni ed il suo battaglione Val di Vara. Il rapporto con il Bucchioni fu tale per cui Gordon Lett fece tenere a battesimo sua figlia primogenita, Valerie, proprio dal comandante partigiano, durante la cerimonia che si tenne a Fiascherino.

### Dopo la guerra
Dopo la fine della guerra fu nominato governatore di Pontremoli, quindi console a Bologna fino al 27 maggio 1950, infine a Tripoli, dove diventa Capo Ufficio Informazioni dell'Amministrazione Britannica in Libia. Il 22 aprile 1949 con voto unanime del consiglio comunale Lett è stato nominato cittadino onorario di Reggio Emilia insieme al capitano inglese Michael Lees. La cerimonia ufficiale si svolse in Sala del Tricolore il 25 aprile 1949, dove Lett giunse insieme a Lees accompagnato dai partigiani Glauco 'Gordon' Monducci e Giovanni ' Gianni' Farri. 
Il comune di Calice al Cornoviglio ha intitolato una via al maggiore Gordon Lett, una strada che conduce in località Casoni, luogo in cui trovarono riparo e nascondiglio alcune formazioni partigiane.

## Opere
- Io so cosa vuol dire partigiano, Zappa, Sarzana, 1992
- Rossano, an adventure of the Italian Resistance, Hodder & Stoughton, Londra, 1955 (pubblicato in italiano nel 1958 dalle Edizione librarie di Milano col titolo Rossano)
- Vallata in fiamme, Artigianelli, Pontremoli, 1949 (scritto con lo pseudonimo Lewis Ross, traduzione di Alfredo Rizzardi)